# Bandeira da Turquia
A origem exata da Bandeira da Turquia é desconhecida. Sabe-se que seu emblema, uma lua crescente e uma estrela, ambas da cor branca ficam localizadas perto do centro da bandeira de cor vermelha, adotados em 1876. São basicamente os símbolos do islã, religião predominante e utilizado em vários lugares da Ásia Menor, muitos anos antes. É provável que sua estética tenha sido idealizada de acordo com o símbolo do Império Otomano, pois as bandeiras são parecidas.
Já o fundo vermelho é razoável, uma vez que é uma cor predominante na história turca, um país marcado por centenas de conflitos violentos ao longo dos anos, sobretudo as batalhas sangrentas da Guerra de Independência Turca.
No princípio, a bandeira turca era apenas uma lua média sobre um campo verde, modificada em 1793 quando o sultão Selim III trocou o fundo verde por vermelho. Só em 1844, acrescentou-se a estrela, que, segundo algumas teorias, remonta a época do imperador romano Constantino (fundador de Constantinopla, atual Istambul, considerada na época, o símbolo da Virgem Maria.
Curiosamente, há muitas lendas a respeito do significado da bandeira turca.
Umas afirmam primeiro sultão otomano teve um sonho profético, onde surgia em seu peito, uma lua e uma estrela, que se ampliaram, num presságio da conquista da dinastia de Constantinopla. Mais tarde, com a queda de Constantinopla às mãos do sultão Maomé II, o Conquistador em 1453, foi vista no céu, uma lua e uma estrela, cumprindo assim, o sonho profético do sultão.
A lenda mais aceita pela população turca, no entanto, é a que conta que Mustafa Kemal Atatürk, o fundador da república turca, caminhava pelo campo na noite seguinte ao combate vitorioso durante a Guerra de Independência Turca, e percebeu o reflexo da lua crescente no hemisfério norte (que invertida, como vista na poça de sangue, passou a ser minguante) e da estrela sobre um vasto fundo de sangue no terreno de uma colina de Sakarya, surgindo assim, o significado da atual bandeira da Turquia.